# Acer chunii
Acer chunii — вид квіткових рослин з родини сапіндових (Sapindaceae).

## Опис
Дерева ≈ 7 метрів заввишки. Кора темно-коричнева. Гілочки тьмяно-коричневі, тонкі, дрібно сочевицеподібні. Листя опадне: ніжка 3–7 см, дуже тонка; листкова пластинка яйцеподібна, різного розміру, більші 7–9 × 4–5 см, менші не перевищують 4 × 2.5 см, абаксіально (низ) блідо-зелена, адаксіально яскраво-зелена, при висиханні коричнево-зелена, основа округла, край цільний і нелопатевий чи 3-лопатевий, верхівка різко довго загострена з довгим тонким хвостато-серцеподібним загостренням, що дрібно загострене; 3-лопатева листкова пластинка 10–11 × 7–8 см; бічні частки рівні чи нерівні. Суцвіття щиткоподібне, малорозгалужене, видимо поникле, до 6 см. Плоди червоно-пурпурні в незрілому стані; крило субгоризонтальне, пряме, тупе, з горішком 20–30 × 5–8 мм. Горішки приплюснуті, яйцювато-довгасті, ≈ 10 × 6 мм, не сітчасті. Квітне у квітні, плодить у вересні.

## Поширення
Вид є ендеміком південно-центрального й південно-східного Китаю: Фуцзянь, пн. Гуандун, пд.-зх. Сичуань.
Населяє рідколісся; на висотах від 800 до 2500 метрів.

## Використання
Немає інформації про використання та торгівлю цим видом.